# Esteban Vilgré Lamadrid
Augusto Esteban Vilgré Lamadrid (Dolores, Buenos Aires) es un militar argentino en situación de retiro veterano de guerra de Malvinas (VGM) que actualmente se desempeña como director del Museo Malvinas e Islas del Atlántico Sur (MMIAS) de Buenos Aires.

## Malvinas
Egresó del Colegio Militar como subteniente "en comisión" con la promoción 113 (llamada "Islas Malvinas"). Fue designado jefe de la 3.ª Sección de la Compañía "B" del Regimiento de Infantería 6 (3/B/RI 6) con destino en el monte Dos Hermanas, donde se batió en la batalla del monte Dos Hermanas (11 de junio de 1982) contra el 45 Comando de Royal Marines y después en la batalla del monte Tumbledown (13 de junio) como refuerzo.

## Trayectoria militar
Con posteridad fue jefe del Departamento Veteranos de Guerra del Ejército y director del Centro de Salud de las Fuerzas Armadas "Veteranos de Malvinas" y vocal de la Comisión de Veteranos de Malvinas en el Ministerio del Interior.
En su trayectoria militar también estuvo presente en la defensa y recuperación del cuartel de La Tablada el 23 y 24 de enero de 1989 como miembro del Regimiento de Infantería 1 "Patricios". Después estuvo integrando fuerzas de paz en Croacia, Irak y Yugoslavia. Finalmente pasó a retiro en 2023 con el grado de coronel.

## Actualidad
El 1 de marzo de 2024 fue formalizada su designación al frente del Museo Malvinas e Islas del Atlántico Sur (MMIAS) con asiento en el Espacio Memoria y Derechos Humanos (predio de la ex ESMA) de Buenos Aires. Además, fue designado subdirector de la Dirección Gesta de Malvinas en el Senado de la Nación, secundando al corresponsal de guerra Nicolás Kasanzew.